# Samuel Augustus Mitchell
Samuel Augustus Mitchell (Bristol, Connecticut, 1790 / 1792 - Filadèlfia (Pennsilvània), 20 de desembre de 1868) fou un geògraf estatunidenc.

## Biografia

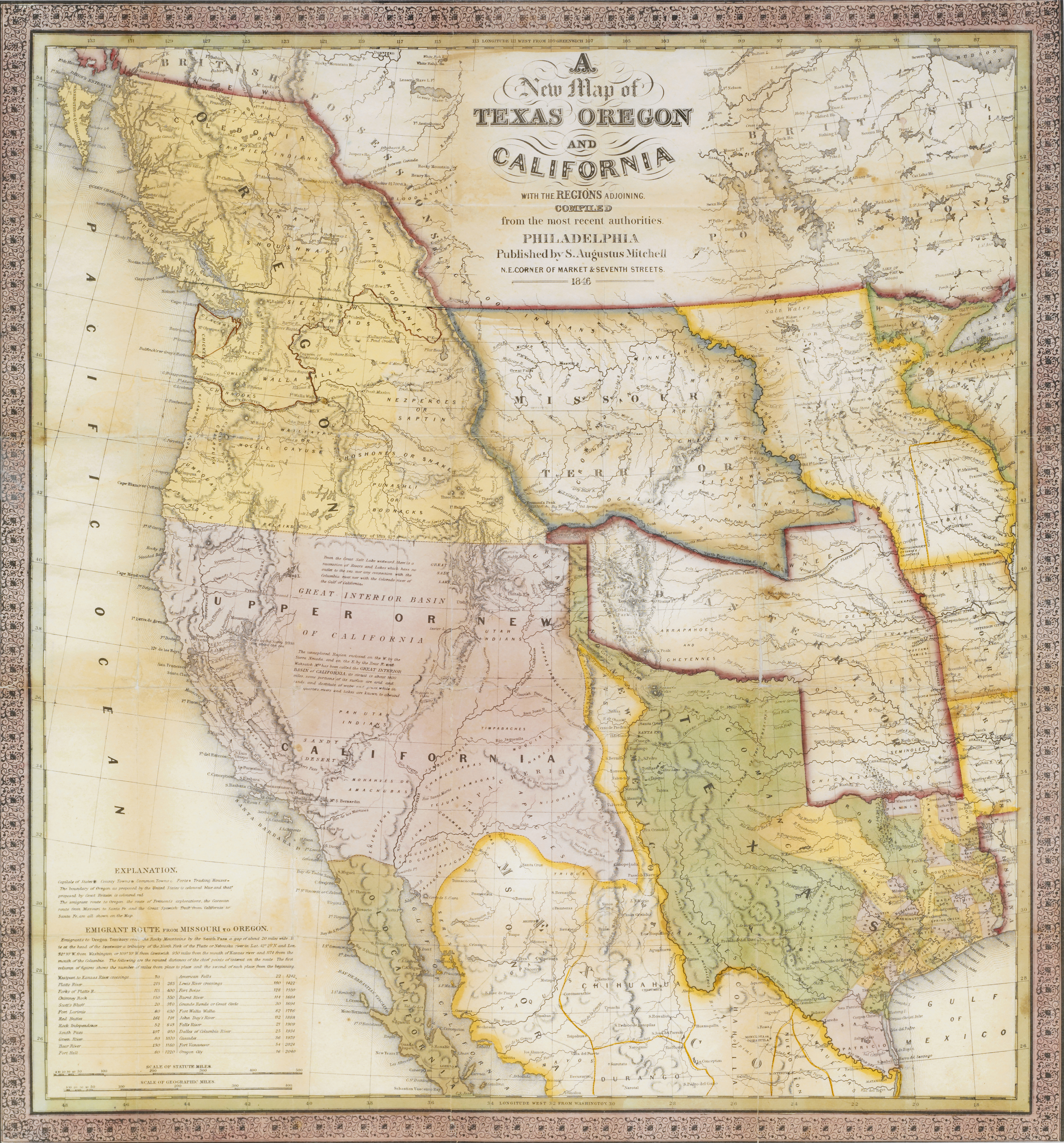
Mapa de Samuel Augustus Mitchell, 1846.

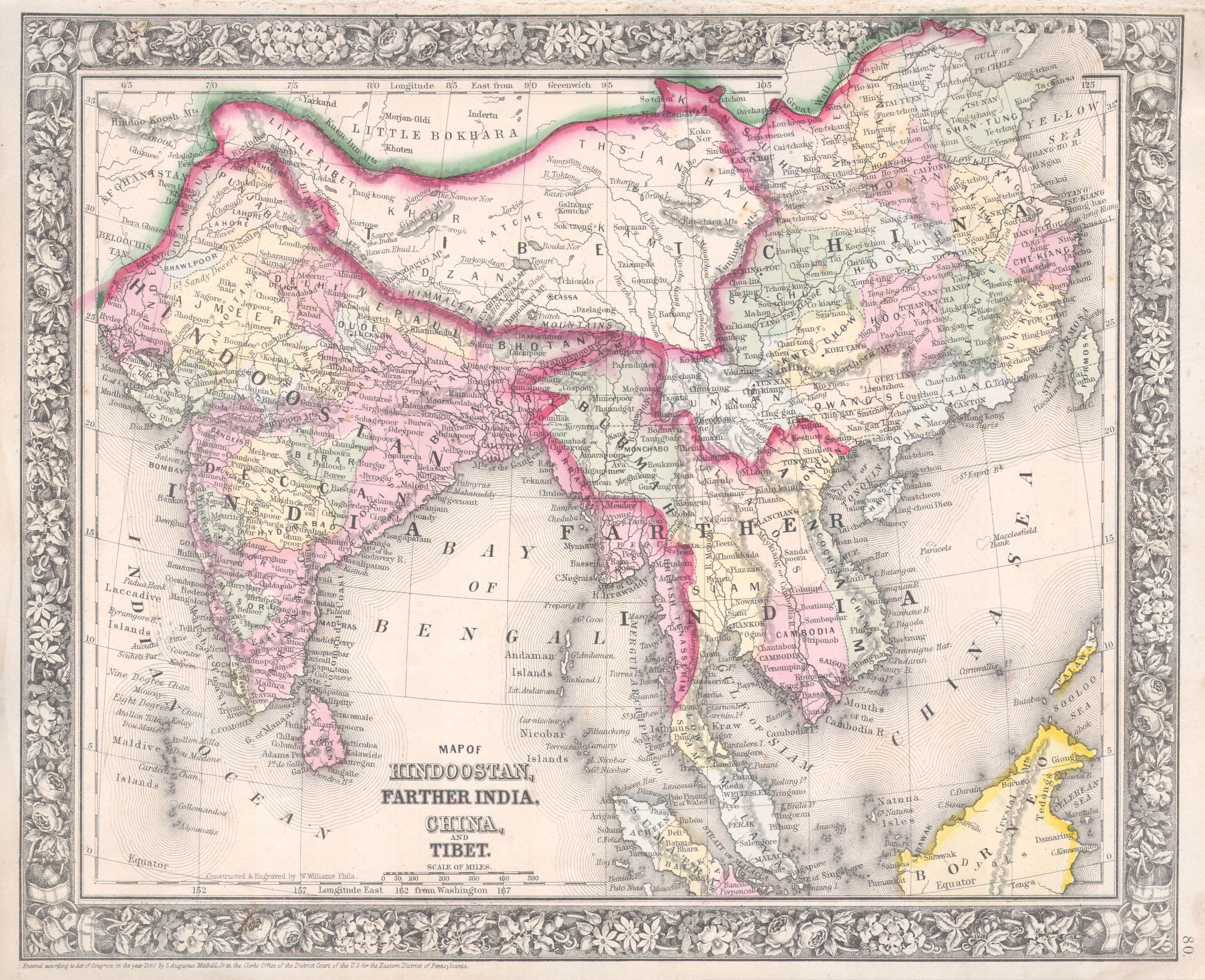
Mapa de Samuel Augustus Mitchell, 1864.

Nascut a Connecticut, Mitchell va treballar com a professor abans de dedicar-se a la publicació de llibres de text i mapes geogràfics. Es va involucrar en la geografia després d'ensenyar i adonar-se'n que hi havia molts recursos geogràfics de mala qualitat disponibles per als mestres. Es va traslladar a Filadèlfia, Pensilvània, el 1829 o el 1830, va ser allà on va fundar la seva empresa; l'any 1860 el seu fill, Augusto S. Mitchell, es va convertir en el propietari. Les seves publicacions van cobrir tots els gèneres de la geografia: mapes, guies de viatges, llibres de text, i més. Les vendes de les seves 24 obres van assolir un volum anual de més de 400.000 còpies.
La col·lecció de l'arxiu de Samuel Augustus Mitchell es manté en el centre de Mont-real de la Biblioteca i Arxius Nacionals de Québec.

## Obres
- Mitchell's School Atlas, 1845—1857[1]
- General View of the World, Physical, Political, and Statistical, 1846
- Travellers' Guide through the United States, 1850